# Chidi Onyemah
Philip Chidi Onyemah est un footballeur nigérian né le 20 février 1984 à Lagos. Il évolue au poste d'attaquant.